# NGC 7537
NGC 7537 é uma galáxia espiral (Sbc) localizada na direcção da constelação de Pisces. Possui uma declinação de +04° 29' 56" e uma ascensão recta de 23 horas, 14 minutos e 34,6 segundos.
A galáxia NGC 7537 foi descoberta em 30 de Agosto de 1785 por William Herschel.